# Mouvement gothique
Pour les articles homonymes, voir Gothique.
 (août 2024).
Si vous disposez d'ouvrages ou d'articles de référence ou si vous connaissez des sites web de qualité traitant du thème abordé ici, merci de compléter l'article en donnant les références utiles à sa vérifiabilité et en les liant à la section « Notes et références ».

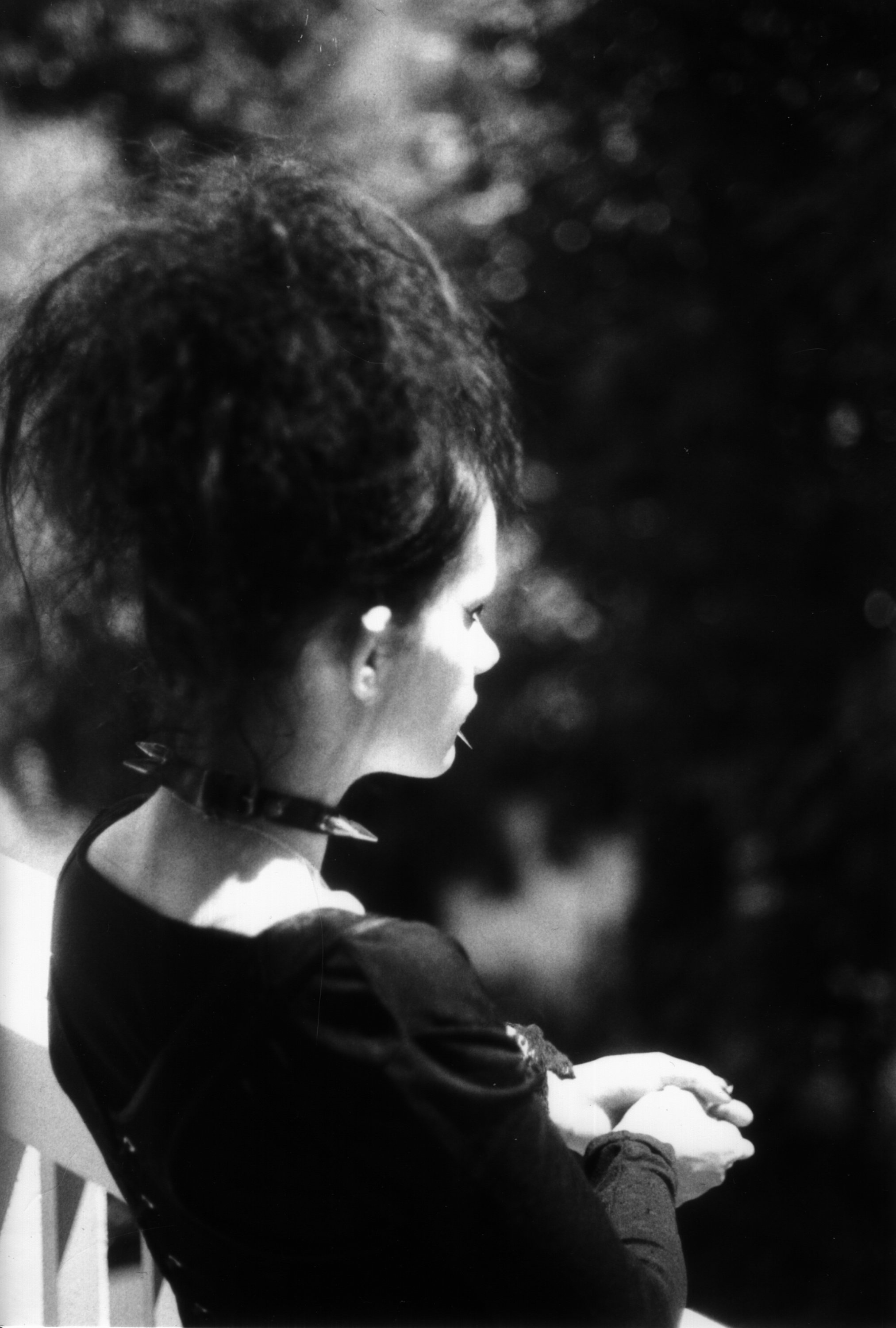
Photographie à l'esthétique proche du gothique (noir et blanc, mise en valeur de la peau, importance du flou) mettant en scène une jeune fille habillée selon les canons de cette mouvance.

Le mouvement gothique est un courant de contre-culture apparu entre la fin des années 1970 et le début des années 1980 au Royaume-Uni, dans le sillage du mouvement musical post-punk.
Il s'est en partie inspiré du cinéma expressionniste allemand, du fantastique et du roman gothique. Le mouvement et son esthétique se sont propagés sous des formes diverses en Europe et aux États-Unis.

## Histoire

### Racines et influences
À la fin des années 1960, Lou Reed et son groupe The Velvet Underground insufflent un côté sombre dans leur musique qui les distingue alors nettement du mouvement hippie. Lorsque Lou Reed commence sa carrière solo quelques années plus tard en 1972, le mouvement glam rock est en pleine ascension en Angleterre avec comme figures de proue Marc Bolan et David Bowie. Ces deux derniers chanteurs se crêpent les cheveux et se maquillent, anticipant le look punk qui apparaîtra dès 1976. Parallèlement à ce courant glam et dans une démarche très différente, la chanteuse d'origine allemande Nico reçoit le qualificatif « gothique » par la presse dès 1971.
Mais pour le critique Simon Reynolds, Alice Cooper est le « véritable parrain » du rock gothique de par « la théâtralité et l'humour noir » qu'il utilisait dès le début des années 1970.

### Groupes précurseurs
Après l'explosion du mouvement punk en 1976 et 1977 sont apparus au Royaume-Uni des groupes étant à la fois influencés par ce mouvement mais aussi par le rock tourmenté de la fin des années 1960, celui du Velvet Underground, des Doors et des Stooges. Ces nouveaux groupes post-punk mélangent l'urgence du punk avec une recherche musicale plus poussée, expérimentant dans des directions nouvelles. Les deux principaux sont Siouxsie and the Banshees et Joy Division, ils ont émergé grâce au punk. Joy Division ont cité le premier album de Siouxsie and the Banshees  The Scream comme « une de nos grosses influences [...] pour la façon inhabituelle de jouer de la guitare et de la batterie ».

### Groupes gothiques
Le terme gothique est employé dans la presse anglaise comme un « terme abusif », pour parler du groupe Bauhaus qui est apparu sur la scène musicale trois années plus tard en 1979. Les formations The Cure, Birthday Party, Killing Joke et Virgin Prunes, vont adopter ce genre dès 1980. On ne parle pas encore de musique « gothique », bien que ce terme ait été ponctuellement employé par des journalistes pour qualifier la musique de ces groupes et celle de Joy Division ou Siouxsie and the Banshees, mais pour certains de « cold wave ».
Durant cette période, certains groupes adoptent un style, une apparence et des thèmes semblables qui seront qualifiés plus tard de « gothiques » par leur noirceur et leur théâtralité. En février 1981, l'adjectif gothique apparaît pour la première fois dans le titre d'un article intitulé The Face of punk gothique, publié dans le magazine musical anglais Sounds. À l'apogée de cette scène, le critique Paul Rambali rappelle dans le magazine The Face qu'il y avait « plusieurs caractéristiques gothiques fortes » dans la musique de Joy Division.
En 1983, le NME publie en février un numéro spécial sur un nouveau genre musical coïncidant avec l'arrivée de nouveaux groupes. Leur style est exclusivement centré sur une musique sombre. Le groupe Southern Death Cult est mis en avant dans cet article. La scène gothique va regrouper les formations The Sisters of Mercy, Play Dead et Specimen. Leur ascension coïncide avec l'ouverture du club Batcave à Londres (avec comme figures connues Nick Cave et Marc Almond). En France, des soirées Sébales ont lieu à Paris (à l'Opera Night le jeudi soir). La majorité de ces groupes a pour originalité de jouer sans batteur ; ils utilisent à la place une boite à Rythme. Ce sera notamment le cas des March Violets, Red Lorry Yellow Lorry, Skeletal Family et des Cocteau Twins. Le label de ces derniers, 4AD, signe plusieurs groupes comme Dead Can Dance, Clan of Xymox, This Mortal Coil, Pale Saints ou Ultra Vivid Scene. Vers la même période apparaît, en Californie, une scène « death rock », pendant américain du rock gothique britannique, avec en tête de file, Christian Death. Le terme « batcave » est alors le plus employé pour désigner les groupes du mouvement.

### Émergence en tant que mouvement
Après avoir été appliqué d'abord pour qualifier une musique, puis pour qualifier les groupes qui la pratiquaient, le terme « gothique » finit par être donné aux personnes suivant ces groupes. À la fin de l'année 1983, le mouvement gothique a son existence propre. Il devient indépendant du punk. L'attribution du nom « gothique » à cette scène permet d'attirer un public plus important, réceptif à ce type de musiques.
L'année 1985 marque un tournant au Royaume-Uni, avec la séparation de plusieurs groupes comme UK Decay, Sex Gang Children ou de Southern Death Cult (qui se renomme The Cult). Plusieurs formations plus rock arrivent sur le devant de la scène avec notamment The Mission ou Fields of the Nephilim. D'autres groupes des premiers temps évoluent vers des directions plus pop ou new wave, comme Siouxsie and the Banshees et The Cure. Le groupe Birthday Party séparé, leur chanteur Nick Cave évolue désormais avec Nick Cave and the Bad Seeds, vers un côté plus blues tout en gardant un attrait pour le catholicisme et ses symboles religieux. Dans ses textes, Nick Cave continue de s'intéresser à la bible et à la notion de péchés.
Il émerge également à cette période des groupes produisant une musique lyrique et mélancolique, souvent inspirée de world music et de poésie romantique. Dead Can Dance et This Mortal Coil commencent alors à avoir plus de succès.

### Déclin et renouveau venu d'Allemagne
La deuxième moitié de la décennie 1980 assiste à un déclin du mouvement gothique au Royaume-Uni, certainement imputable à un manque de créativité des groupes restant en activité, malgré quelques sursauts ponctuels comme le remix de Temple of Love des Sisters of Mercy avec la participation de Ofra Haza. À la fin de la décennie 1980 et au début des années 1990, l'Allemagne qui, jusqu'ici, n'avait produit que peu de groupes d'importance (hormis entre autres Xmal Deutschland, Malaria!), voit surgir une vague de nouveaux artistes (et leur public) qui sera cataloguée sous le vocable « dark wave », sans toutefois que celui-ci ne revête une identité artistique particulière.
Dans ce mouvement, certains demeurent (tout d'abord) dans la droite ligne du rock gothique le plus orthodoxe comme Love Like Blood ou Garden of Delight alors que d'autres teintent leurs racines gothiques d'electro et de musique industrielle (Project Pitchfork, Deine Lakaien, Girls Under Glass). Le groupe emblématique de ce véritable « revival » de la scène gothique : Das Ich, projet électronique puisant son inspiration dans la culture allemande, utilisant entre autres des références bibliques (Kain und Abel, Jericho) ou philosophiques (Die Propheten, Gottes Tod).

### Mouvement actuel
À la fin des années 1980, l'avènement de la techno rend dépassé tout mouvement ou référence apparentés au rock, les reléguant du devant de la scène à l'état de scènes alternatives, les disques deviennent plus difficiles à trouver, les concerts sont plus rares et les salles plus petites.
L'avènement de l’électronique à l’esprit gothique a ensuite évolué. Grâce à l’héritage culturel et musical du rock indus, des groupes allemands tels que Diary of Dreams renversent l’innocence figée du mouvement techno. Depuis la deuxième moitié des années 2000, à en croire le nombre de soirées dédiées et le nombre de formations musicales, l’électro défigurative ou l'électro gothique est très appréciée de la nouvelle génération, dite aussi « Cyber » du mouvement gothique. Quelques groupes tels que EXT!ZE, X-RX, Noisuf-X, Detroit Diesel ou encore Suicide Commando se sont établis comme groupes phares de la sous-culture cyber-gothique.

## Culture

### Esthétique

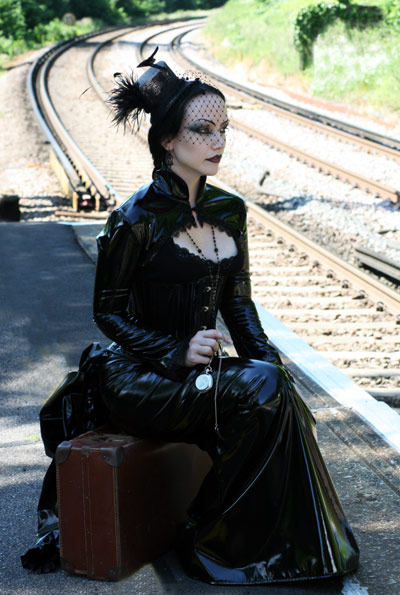
Le modèle Lady Amaranth portant une tenue élaborée en vinyle.

Parmi les constantes esthétiques du mouvement on observe l'usage du noir. Il s'agirait notamment de symboliser la marque du passage du temps, une sorte de mélancolie éternelle, la prégnance du romantisme noir, l'époque médiévale, victorienne ou encore l'imaginaire fantastique. Les symboles fréquents sont le corbeau (liberté, solitude), la chauve-souris (romantisme noir).
Dans les canons de l'esthétique gothique, la vision du corps est fréquemment transfigurée. Il existe une forme d'idéalisation esthétique corporelle qui fait que le corps devient un lieu de recherche artistique à part entière. Ce qui est mis en valeur dans cette vision du corps est souvent en rupture avec les canons de la société.
Tout est entretenu au millimètre près: coiffure, maquillage, vêtements, bijoux. L'humain devient une œuvre d'art en perpétuelle mutation.

### Cinéma
Stricto sensu le gothique au cinéma fait référence à un sous genre du cinéma fantastique qui prend son essor avec les films produit par la Hammer. Quelques films comme le Nosferatu de Murnau, et les classiques du film d'horreur de la Universal sont considérés comme les précurseurs de ce genre. Terence Fisher réalise plusieurs classiques du gothique britannique sur les thèmes de Dracula et Frankenstein. Aux États-Unis, cette tendance est représentée par Roger Corman qui adapte les nouvelles d'Edgar Poe, en Italie Mario Bava poursuit cette esthétique du film d'horreur, en mettant en vedette Barbara Steele. Dans les années 1970 le genre décline pour laisser place au giallo, puis au gore et au slasher. Dans les années 1990 Tim Burton renouvelle le genre en lui rendant hommage, avec notamment le film Batman : Le Défi dont la chanson originale Face to Face, avait été confiée à Siouxsie and the Banshees, à la demande expresse du réalisateur.
- Le cabinet du docteur Caligari de Robert Wiene (1920)
- Nosferatu le vampire de Friedrich Wilhelm Murnau (1922)
- Metropolis de Fritz Lang (1927)
- Dracula de Tod Browning (1935)
- Les Vampires de Riccardo Freda et Mario Bava (1957)
- Le Masque du démon de Mario Bava (1960)
- La Fille qui en savait trop de Mario Bava (1963)
- La Longue Nuit de l'exorcisme de Lucio Fulci (1972)
- Le Moine de Ado Kyrou (1972)
- Lisa et le Diable de Mario Bava (1973)
- The Rocky Horror Picture Show de Jim Sharman (1975)
- Suspiria de Dario Argento (1977)
- Inferno de Dario Argento (1980)
- Le Chat noir de Lucio Fulci (1981)
- Gothic de Ken Russell (1987)
- Beetlejuice de Tim Burton (1988)
- Edward aux mains d'argent de Tim Burton (1991)
- La Famille Addams de Barry Sonnenfeld (1991)
- Dracula de Francis Ford Coppola (1992)
- Batman : Le Défi de Tim Burton (1992)
- L'Étrange Noël de monsieur Jack de Henry Selick (1993)
- The Crow de Alex Proyas (1994)
- Dellamorte Dellamore de Michele Soavi (1994)
- Entretien avec un vampire de Neil Jordan (1994)
- Giorgino de Laurent Boutonnat (1994)
- Le Syndrome de Stendhal de Dario Argento (1996)
- Sleepy Hollow de Tim Burton (1999)
- Trouble Every Day de Claire Denis (2000)
- La Reine des damnés de Michael Rymer (2002)
- Underworld de Len Wiseman (2003)
- May de Lucky McKee (2004)
- Les Noces funèbres de Tim Burton (2005)
- Underworld 2 : Évolution de Len Wiseman (2006)
- Sweeney Todd : Le Diabolique Barbier de Fleet Street de Tim Burton (2008)
- Underworld 3 : Le Soulèvement des Lycans de Patrick Tatopoulos (2009)
- Des filles en noir de Jean-Paul Civeyrac (2010)
- Le Moine de Dominik Moll (2011)
- La dame en noir de James Watkins (2012)
- Underworld : Nouvelle Ère de Måns Mårlind (2012)
- Dracula de Dario Argento (2012)
- Only Lovers Left Alive de Jim Jarmusch (2013)
- Crimson Peak de Guillermo del Toro (2015)
- Occhiali neri de Dario Argento (2022)

### Littérature
- Poppy Z. Brite
- Neil Gaiman
- Daniel Handler (connu aussi sous le pseudonyme de Lemony Snicket)
- Storm Constantine
- Sire Cédric
- Marc-Louis Questin

### Mangas et anime
- Black Butler de Yana Toboso
- Neon Genesis Evangelion de Hideaki Anno (1995-1996)
- TRUMP (『TRUMPシリーズ』) de Kenichi Suemitsu (en)
- Trinity Blood de Sunao Yoshida
- Vampire hunter D : Bloodlust

#### Auteurs
| - Antonin Artaud - Anne Rice - Charles Baudelaire - James O'Barr - Ambrose Bierce - Algernon Blackwood - Lord Byron - Joseph Delaney - Lord Dunsany - Johann Wolfgang von Goethe - William P. Hodgson - Todd McFarlane - Ernst Theodor Amadeus Hoffmann | - Comte de Lautréamont - Sheridan Le Fanu - Matthew Gregory Lewis - Neil Gaiman - Jean Hautepierre - H. P. Lovecraft - Arthur Machen - Guy de Maupassant - Abraham Merritt - Gustav Meyrink - Edgar Allan Poe - John Polidori - Marc-Louis Questin - Arthur Rimbaud - Marquis de Sade - Greg Capullo | - Friedrich von Schiller - Sir Walter Scott - William Shakespeare - Mary Shelley - Clark Ashton Smith - Bram Stoker - Auguste de Villiers de L'Isle-Adam - Horace Walpole - John Webster - Oscar Wilde - Gabrielle Wittkop - William Wordsworth - Leopold von Sacher-Masoch - Hideaki Anno - Carlos Ruiz Zafón |

#### Éditeurs
- Éditions de l'Oxymore
- Éditions Nuit d'avril
- Éditions Unicité

### Arts plastiques
Artistes appréciés[Par qui ?][pourquoi ?] bien que n'ayant pas de lien direct avec le mouvement :
- Aubrey Beardsley
- Zdzisław Beksiński
- William Blake
- Jérôme Bosch
- Gerald Brom
- Gustave Doré
- Leonor Fini
- Caspar David Friedrich
- Sandrine Gestin
- H.R. Giger
- John Howe
- Dave McKean
- Gustave Moreau
- Le mouvement préraphaélite dans son ensemble
- Odilon Redon
- Luis Royo
- Victoria Francés

### Arts photographiques
- Viona Ielegems
- Stéphane Lord
- Joel-Peter Witkin
- Frédéric Troullier
- Simon Marsden
- Tricia Art
- Nbpix photographie
- Erlend Mork

## Spiritualité
Dans ses fondements, le mouvement gothique n'a aucun lien direct avec une religion en particulier. S'il n'est pas rare de rencontrer des gothiques se réclamant d'une confession religieuse, on observe généralement une attitude assez critique vis-à-vis des religions établies. L'agnosticisme et l'athéisme sont des tendances fortement représentées[citation nécessaire].
Aussi, malgré des similitudes esthétiques avec les groupes de black metal qui peuvent dans certains cas être apparentés au satanisme, le mouvement gothique ne saurait y être assimilé, ce qui n'empêche pas pour autant que certains gothiques puissent se réclamer du satanisme de façon individuelle. Cet amalgame est dû au fait que les deux mouvements, détournent des symboles religieux et spirituels.
Dans les deux cas, ce détournement de symboles, souvent judéo-chrétiens (crucifix, soutane, étoile de David) est fréquemment présenté comme étant une forme de critique de ces dogmes. Certains gothiques (ou assimilés) se passionnent pour l'ésotérisme ou l'occultisme. Il est donc possible de rencontrer des individus ayant développé des croyances bien spécifiques, comme la wicca ou entrant dans le domaine du paganisme.

### Livres francophones
- Carnets Noirs : Acte 1, La scène internationale de Mario Glénadel, Christophe Lorenz, Stéphane Leguay, Olivier Steing et Alyz Tale (Éditions : K-Inite - 2003 -  (ISBN 2-915551-01-4))  livre sur le mouvement gothique (musique, culture, histoire). (site web)
- Gothic : la culture des ténèbres de Gavin Baddeley (Éditions : Denoel - 2004 -  (ISBN 2-207-25625-1)) Un panorama de la culture gothique des origines à nos jours qui explore tous les aspects du cinéma, de la musique, de la littérature, du body-art et de la mode vestimentaire (traduction française du livre Goth Chic: A Connoisseur's Guide to Dark Culture).
- Les Goths : Petit précis d'ethnologie urbaine de The Crobard (Éditions : K-Inite - 2004 -  (ISBN 2-915551-00-6)) livre parodique et humoristique sur les goths et le mouvement gothique.
- Génération Extrême - 1975-1982, du punk à la cold-wave de Frédéric Thébault (Éditions : Camion Blanc - 2005 -  (ISBN 2-910196-94-1)) ouvrage présentant un panorama des mouvements musicaux de l'époque, comprenant un chapitre sur les débuts du mouvement gothique. (site web).
- Le Milieu gothique : Sa construction sociale à travers la dimension esthétique de Antoine Durafour (Éditions : Le Manuscrit - 2005 -  (ISBN 2-7481-5794-X))
- Carnets Noirs : Acte 2, La scène francophone de Christophe Lorentz, Mario Glénadel, Stéphane Leguay, Olivier Camus, Ambre, Alyz Tale, Yannick Blay, Max Lachaud, Rose Vignat, Olivier Badin, Cyril Adam et Olivier Steing (Éditions : E-dite - 2006 -  (ISBN 2-84608-177-8)) livre sur le mouvement gothique francophone (musique, culture, histoire). (site web)
- Obskure Opus I : Chroniques des Musiques Sombres du Collectif Emmanuel Hennequin (Auteur), Nicolas Pingnelain (Auteur), Samuel Étienne (Auteur), Max Lachaud (Auteur), Frederick Martin (Auteur), Sylvain Nicolino (Auteur), Marjory Salles (Auteur), Stéphane Burlot / Jeanne Saint-Julien (Photographies) de Mick Mercer (Préface) (Éditions : K-Inite - 2007 -  (ISBN 2-915551-08-1)) Consacré aux musiques dark au sens le plus large du terme (Gothic, Darkwave, Indus, Electro, Metal, Ambient...), ce premier volet aborde en profondeur l'itinéraire de certains artistes clefs comme de mouvements entiers.
- Le cinéma gothique un genre mutant de Valérie Palacios (Éditions : Camion Noir - 2009)
- The Batcave 1982-1985 : Du post punk au goth de Thierry F. Le Boucanier (Éditions : Camion Noir - 2015 -  (ISBN 9782357796935)) Ouvrage incluant des entretiens avec les deux fondateurs du club londonien the Batcave Jon Klein et Olie Wisdom (site web).
- Gothic rock - Une anthologie en 100 albums 1980-2000 de Victor Provis  (Éditions : Le Mot et le Reste - 2021 -  (ISBN 2361398346)) Ouvrage couvrant les influences qui ont précédé le genre, avec aussi un focus sur les sous-courants qui ont suivi, ainsi qu'une série de chroniques pour les albums sélectionnés (site web).
- Nancy Kilpatrick, La Bible gothique, Éditions du Camion blanc, coll. « Camion Noir », 2008, 377 p.  (ISBN 2910196690)

### Livres anglophones
- John Robb, The Art of Darkness : The History Of Goth, Londres, Louder Than War Books, 2023 (ISBN 978-1-914424-86-1)
- Cathi Unsworth, Season of the Witch: The Book of Goth, Londres, Nine Eight Books, 2023 (ISBN 978-1788706247)
- Simon Reynolds. "Rip It Up and Start Again: Postpunk 1978-1984". Chapitre 22: "Dark Things: Goth and the Return of Rock." London: Faber and Faber, 2005.  (ISBN 0-571-21569-6)
- Gothic Rock : Black Book de Mick Mercer (Éditions : Omnibus Press - 1988 -  (ISBN 0-7119-1546-6))
- All You Need to Know About Gothic Rock de Mick Mercer (Éditions : Pegasus Publishing - 1991 -  (ISBN 1-873892-01-2))
- Gothic Rock de Mick Mercer (Éditions : Cleopatra Records - 1993 -  (ISBN 0-9636193-1-4))
- Hex Files : The Goth Bible de Mick Mercer (Éditions : B.T. Batsford Ltd - 1996 -  (ISBN 0-7134-8033-5) / Overlook Press - 1997 -  (ISBN 0-87951-783-2))
- Gothic: Four Hundred Years of Excess, Horror, Evil and Ruin de Richard Davenport-Hines (Éditions : North Port Press - 1999 -  (ISBN 0-86547-590-3))
- 21th Century Goth Book de Mike Mercer (Éditions : Reynolds & Hearn - 2002 -  (ISBN 1-903111-28-5))
- Goth Chic : A Connoisseur's Guide to Dark Culture de Gavin Baddeley (Éditions : Plexus Publishing - 2002 -  (ISBN 1-85973-600-9))
- Goth : Identity, Style and Subculture de Paul Hodkinson & Fabrice Virgili (Éditions : Berg Publishing - 2002 -  (ISBN 0-85965-308-0) /  (ISBN 1-85973-605-X))
- The Dark Reign of Gothic Rock : In The Reptile House with The Sisters of Mercy, Bauhaus and The Cure  de David Thompson (Éditions : Helter Skelter Publishing - 2002 -  (ISBN 1-900924-48-X))
- The Goth Bible : A Compendium For The Darkly Inclined de Nancy Kilpatrick (Éditions : Plexus Publishing - 2004 -  (ISBN 0-85965-365-X))
- What is Goth? de Voltaire (Éditions : Weiser Books - 2004 -  (ISBN 1-57863-322-2))
- Paint It Black : A guide to Gothic Homemaking de Voltaire (Éditions : Weiser Books - 2005 -  (ISBN 1-57863-361-3))

### Livres germanophones
- Die Gothics - Weiß wie Schnee, Rot wie Blut und Schwarz wie Ebenholz de Klaus Farin & Kirsten Wallraff (Éditions : Thomas Tilsner Verlag - 1999 -  (ISBN 3-933773-09-1))
- Gothic! de Peter Matzke & Tobias Seeliger (Éditions : Schwarzkopf & Schwarzkopf - 2000 -  (ISBN 3-89602-332-2))
- Gothic 2 de Peter Matzke & Tobias Seeliger (Éditions : Schwarzkopf & Schwarzkopf - 2002 -  (ISBN 3-89602-396-9))
- Das Gothic- und Dark Wave-Lexicon : Die schwarze Szene von A -Z de Peter Matzke & Tobias Seeliger (Éditions : Schwarzkopf & Schwarzkopf - 2003 -  (ISBN 3-89602-522-8))
- Schattenwelt Helden und Legenden des Gothic Rock de David Thompson (Éditions : Medium Buchmarkt GmbH - 2004 -  (ISBN 3-85445-236-5))
- Das Charisma des Grabes - Stereotyp und Vorurteile in Bezug auf jugendliche Subkulturen am Beispiel der Schwarzen Szene de Roman Rutkowski (Éditions : Books on Demand GmbH - 2004 -  (ISBN 3-8334-1351-4))
- Schwarze Szene. Live-Fotografie 2003 - 2005 de Tim C. Rochels (Éditions : Schwarzkopf & Schwarzkopf - 2005 -  (ISBN 3-89602-636-4))
- Die Welt der Gothics - Spielräume düster konnotierter Transzendenz de Klaus Neumann-Braun & Axel Schmidt (Éditions : Vs Verlag - 2005 -  (ISBN 3-531-14353-0))

### Bandes dessinées
- Gothic Girl de Sophie Teissier (Auteur) et Ricardo Manhaes (Illustrations) (Éditions : Jungle - 2007 -  (ISBN 2-87442-464-1))
- Les aventures de goth de Corbeau/Baron (Auteurs) (Éditions De Varly - 2012 -  (ISBN 9782822800143))
- Emily Strange de Rob Reger comics de Dark Horse
- Nemi de Lise Myhre